# يوليوس إس. بيرغ
يوليوس إس. بيرغ (بالإنجليزية: Julius S. Berg)‏ هو سياسي أمريكي، ولد في 12 يوليو 1893، وتوفي في 20 يوليو 1938. حزبياً، نشط في الحزب الديمقراطي. وقد انتخب عضو جمعية ولاية نيويورك وانتخب عضو مجلس ولاية نيويورك.